# Teucholabis bidentifera
Teucholabis bidentifera är en tvåvingeart. Teucholabis bidentifera ingår i släktet Teucholabis och familjen småharkrankar.

## Underarter
Arten delas in i följande underarter:
- T. b. bidentifera
- T. b. melanophallus